# Лейла Баррос
Лейла Гомес де Баррос (пол. Leila Gomes de Barros; 30 вересня 1971) — бразильський політик, сенатор. Бронзова призерка Олімпійських ігор в Атланті і Сіднеї. Переможниця Всесвітнього гран-прі, Панамериканських ігор і чемпіонатів Південної Америки з волейболу. Найкраща спортсменка Бразилії 2000 року.

## Із біографії
У складі національної збірної виступала на трьох Олімпіадах (1992, 1996, 2000). На турнірах в Атланті і Сіднеї здобула бронзові меделі. Учасниця чемпіонату світу 1998 року, розіграшів Кубка світу, Всесвітнього гран-прі, Панамериканських ігор 1999 року, чемпіонатів Південної Америки тощо.
2003 року одружилася з пляжним волейболістом Емануелем Регу, який у наступному сезоні став олімпійським чемпіоном в Афінах.
У парі з Аною Паулою Коннеллі виступала на двох чемпіонатах світу з пляжного волейболу (2005, 2007). Переможеці турніру Світового туру 2006 року в Монреалі. У вирішальному матчі були сильнішими від дуету Жуліанна да Сілва — Ларісса Франса. Також її партнерками були олімпійська чемпіонка Сандра Пірес і фіналістка турніру в Атланті Моніка Родрігес.
У жовтні 2018 року Баррос стала першою жінкою, яка представляла Федеральний округ Бразилії в Сенаті. З 2022 року є членом Демократичної робітничої партії Бразилії.

## Досягнення
Волейбол
Олімпійські ігри
- Третє місце (2): 1996, 2000

Кубок світу
- Друге місце (1): 1995
- Третє місце (1): 1999

Всесвітнє гран-прі
- Перше місце (4): 1994, 1996, 1998, 2004
- Друге місце (2): 1995, 1999
- Третє місце (1): 2000

Панамериканські ігри
- Перше місце (1): 1999

Чемпіонат Південної Америки
- Перше місце (3): 1991, 1995, 1999
- Друге місце (1): 1993

Чемпіонат Бразилії 
- Перше місце (2): 1993, 2001
- Друге місце (3): 1992, 1996, 2005
- Третє місце (3): 1995, 1998, 1999

Ліга Пауліста
- Перше місце (1): 1999

Ліга Каріока
- Перше місце (1): 2005

Пляжний волейбол
Всесвітній тур
- Перше місце (1): 2006 (Монреаль)
- Друге місце (1): 2006 (Віторія)
- Третє місце (5): 2005, 2006 (Ставангер, Марсель, Париж, Варшава)

## Команди
| Роки      | Команди                     |
| --------- | --------------------------- |
| 1989—1995 | «Мінас» (Белу-Орізонті)     |
| 1995—1996 | «Озаску»                    |
| 1996—1998 | «Мінас» (Белу-Орізонті)     |
| 1998—1999 | «Лейтас Нестле»             |
| 1999—2001 | «Фламенго» (Ріо-де-Жанейро) |
| 2003—2004 | «Бразіл Телеком» (Бразиліа) |
| 2004—2005 | «Сеск» (Ріо-де-Жанейро)     |
|           | Бразилія                    |

## Галерея

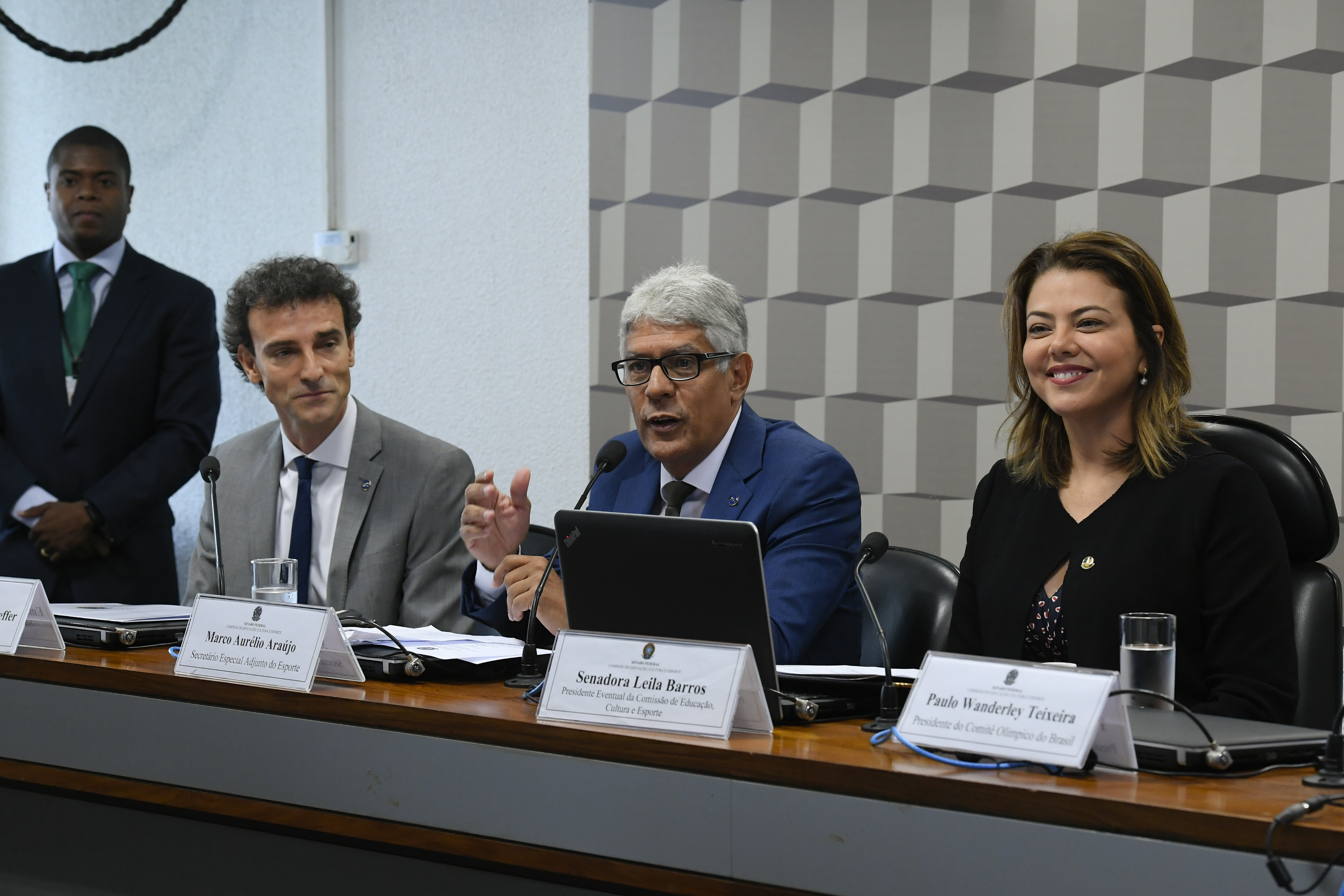
Емануель Регу, Марко Ауреліу Араужу і Лейла Баррос (2019).
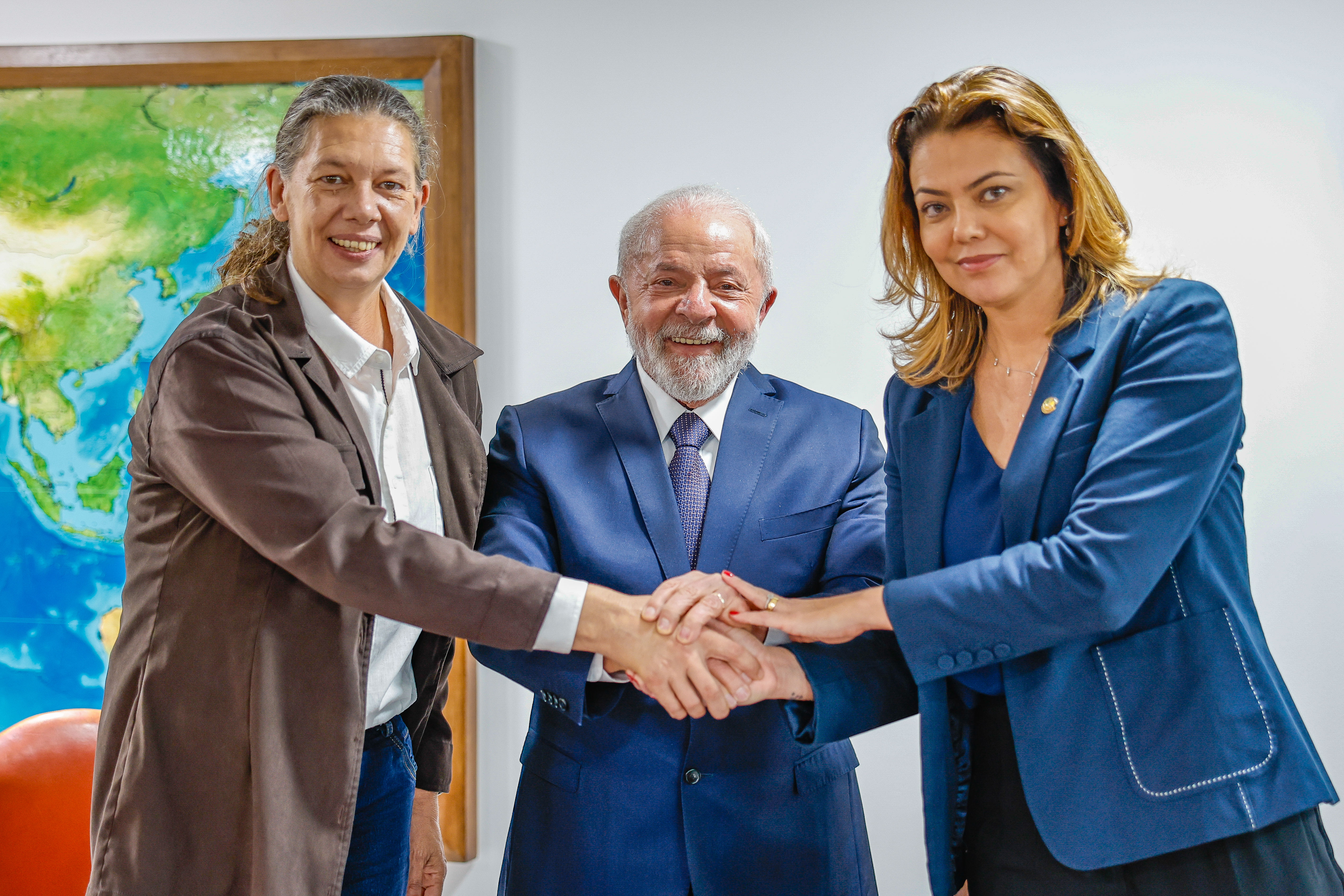
Міністр спорту Ана Мозер[en], Президент Бразилії Луїз Інасіо Лула да Сілва і сенатор Лейла Баррос (2023).
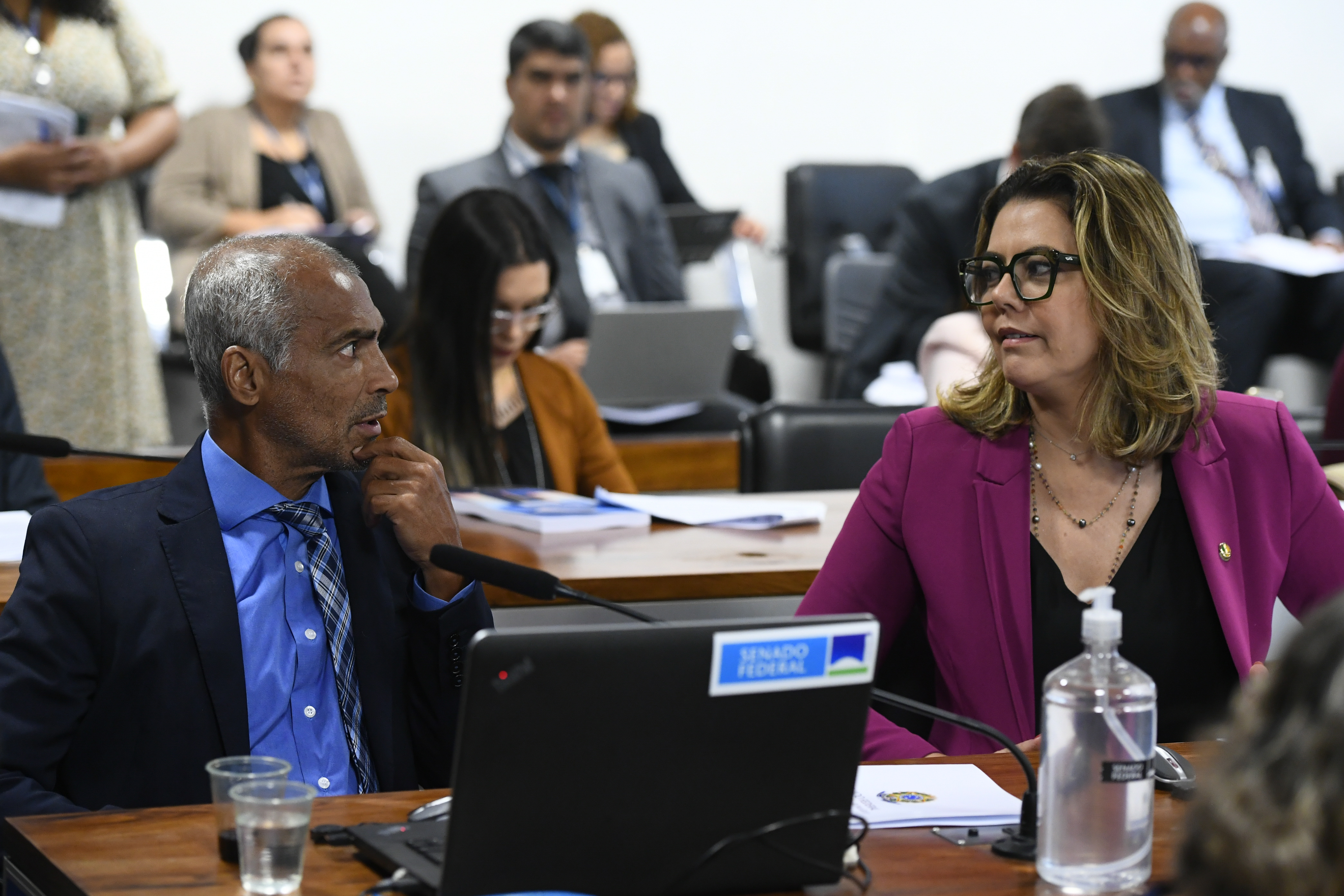
Сенатори Ромаріу і Лейла Баррос (2023).